# کریستف لوکزنبرگ
کریستف لوکزنبرگ (به آلمانی: Christoph Luxenberg) نام مستعار مورخ و زبان‌شناس آلمانی زبان‌های عربی و سامی است. شهرت او برای کتاب خوانش سریانی-آرامی قرآن است. او در این کتاب با تکیه بر زبان‌شناسی تاریخی به این فرض می‌پردازد که کلمات قرآن ریشه‌های سریانی دارند و با برگرداندن برخی آیات به زبان سریانی بدون تفسیر می‌توان ترجمهٔ درست‌تری به‌دست آورد. نویسنده برای مصون ماندن از تهدید به اسلام‌هراسی کتاب خود را به نام مستعار منتشر کرده‌است.

### در فارسی
- لوکزنبرگ، کریستف. خوانش سریانی-آرامی قرآن: جستاری برای رازگشایی زبان قرآن، ترجمۀ ب. بی‌نیاز (داریوش)، کلن: انتشارات فروغ.[۱]
- گزارش، نقد و بررسی آراء کریستف لوکزنبرگ در کتاب قرائت آرامی-سریانی قرآن، از محمدعلی همتی و محمدکاظم شاکر، ۱۳۹۵=۲۰۱۶.